# Hertogenwijk
De Hertogenwijk is een Nederlandse woonwijk in de Gelderse gemeente Tiel. De wijk ligt dicht bij het centrum van de stad, op loopafstand van het spoorwegstation, en direct bij de Waal en de Wetlands. Hij strekt zich uit van de Teisterbantlaan in het westen tot aan het gerechtsgebouw in het oosten, tussen de Nieuwe Tielseweg en de Ophemertsedijk. Het is een gevarieerde wijk, met woningen, bedrijven en voorzieningen, scholen, winkels en groen.

## Bewoners
In de wijk woonden in 2023 2.455 mensen, van verschillende herkomst. Aan de westkant woont een grote Molukse gemeenschap (ongeveer 450 mensen) met een sterke sociale binding. Ongeveer veertig procent van de wijkbewoners heeft een migratieachtergrond. Een aanzienlijk deel hiervan is van Marokkaanse of Turkse afkomst (samen bijna duizend personen).
Het deel uit 'andere landen' (vooral Oost-Europa, het Midden-Oosten en Afrika) neemt toe. Doordat er mensen van zo veel nationaliteiten in de wijk wonen, legt men niet meer zo gemakkelijk contact met elkaar. Zowel wijkbewoners met een Nederlandse achtergrond als zij met een migratieachtergrond klaagden er in 2002 over dat in de wijk steeds meer allochtonen dicht op elkaar woonden.
De wijk heeft een jonge bevolking, met veel kinderen. Hij heeft binnen Tiel een kwetsbare positie door zijn sociaal-economische achterstand, een laag gemiddeld opleidings- en inkomensniveau en veel uitkeringsgerechtigden. Toch willen de meeste wijkbewoners er graag blijven wonen. Zij voelen zich er thuis en zouden het jammer vinden als ze moesten verhuizen naar een andere wijk.

## Woningen
Ook de ruim duizend woningen in de wijk zijn verschillend van karakter. Ongeveer de helft zijn sociale huurwoningen in galerijflats uit de jaren 1960, vooral in het oostelijke deel en langs de dijk. Het westelijke deel heeft voornamelijk eengezinswoningen in rustige straten. Het centraal gelegen complex De Vier Gravinnen omvat tweehonderd appartementen.

## Groen
De wijk heeft veel openbare ruimte en groen. Twee recreatiegebieden hebben een functie voor heel Tiel: de Juliana Hertenkamp en de dijkstrook. Voor de Hertogenwijk zijn deze gebieden van groot belang; veel wijkbewoners verkiezen stedelijk groen boven groen buiten de stad. Sinds 2014 is er ook een buurtmoestuin.

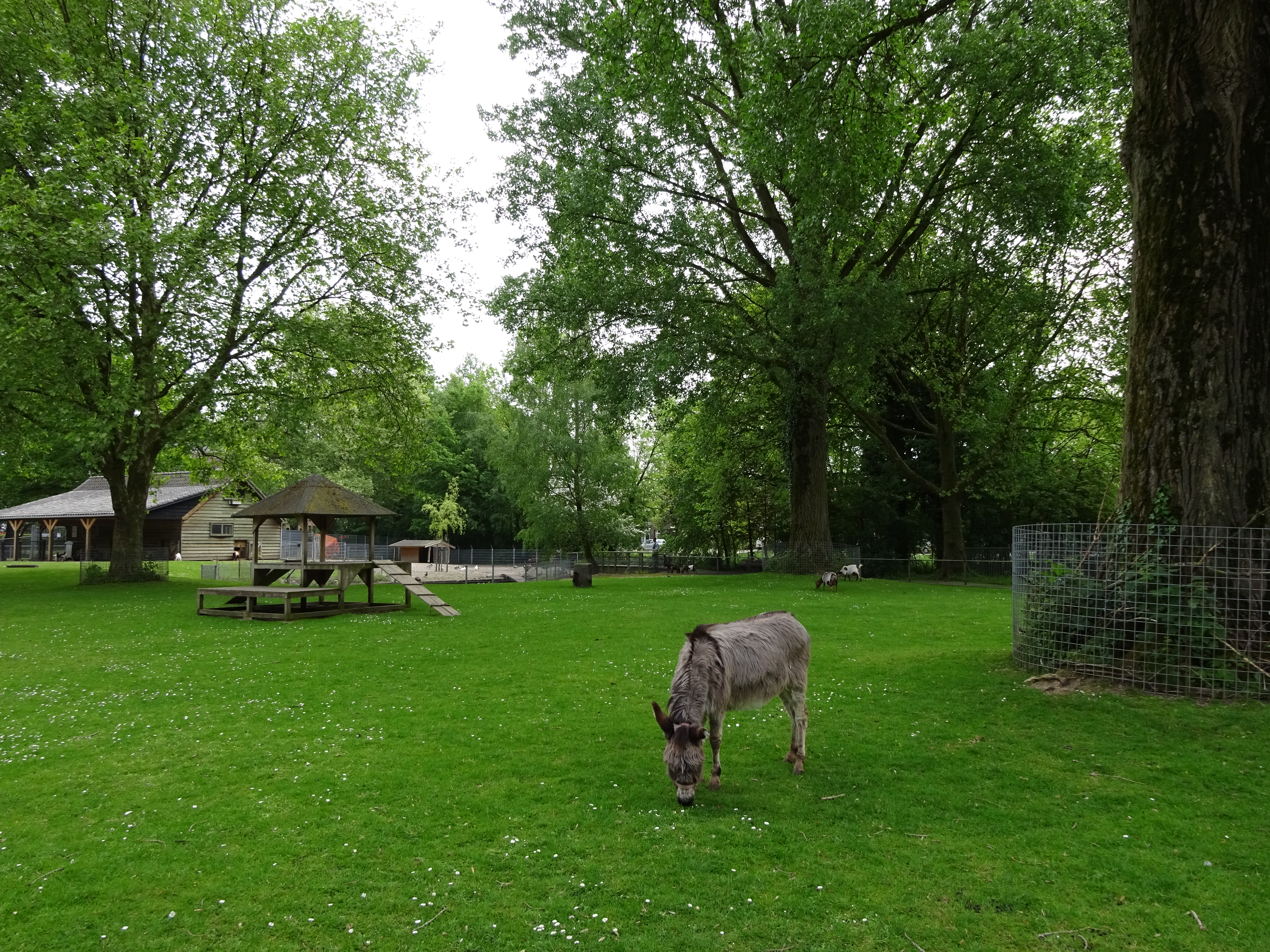
Dierenpark
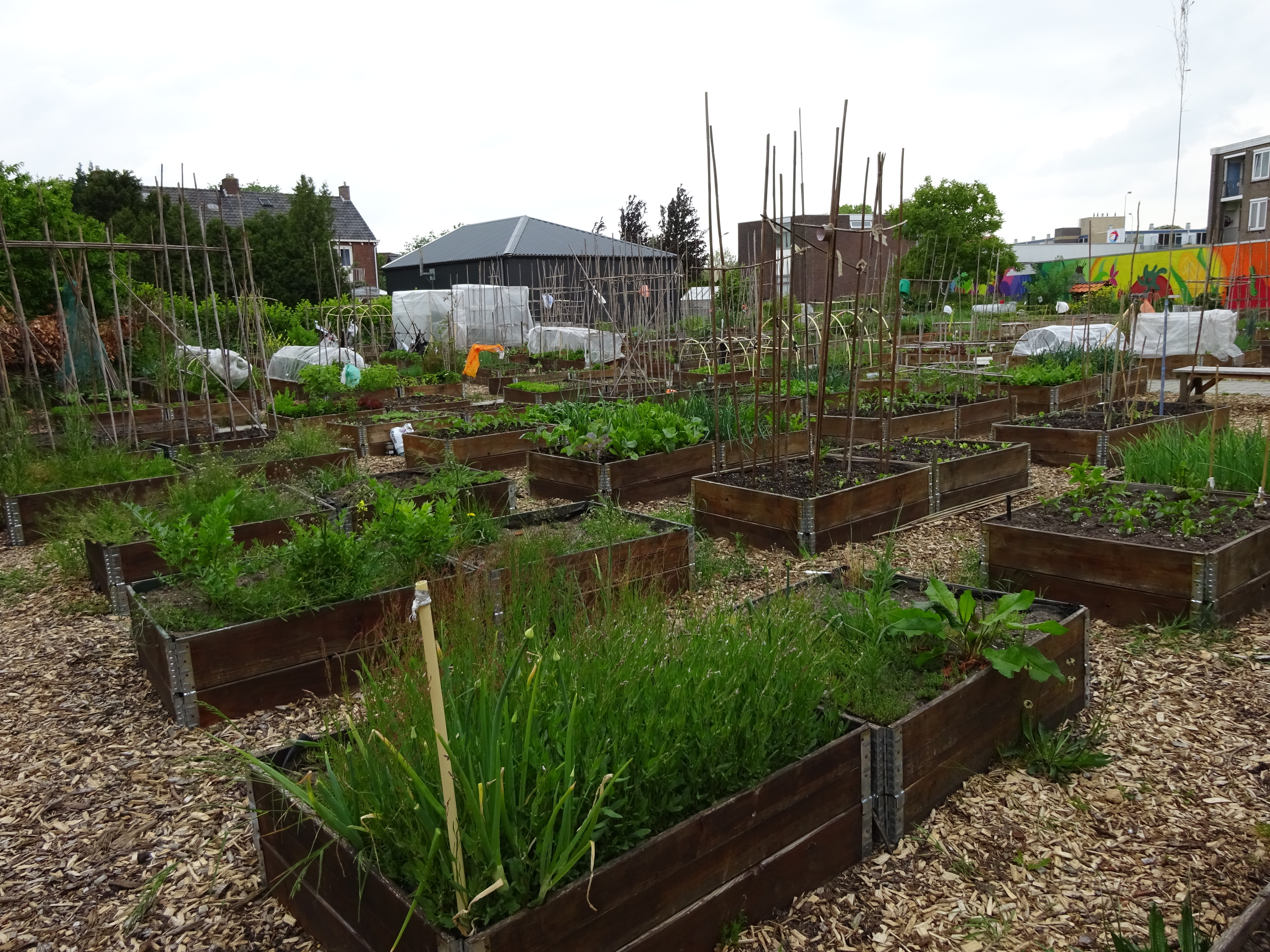
Buurtmoestuin
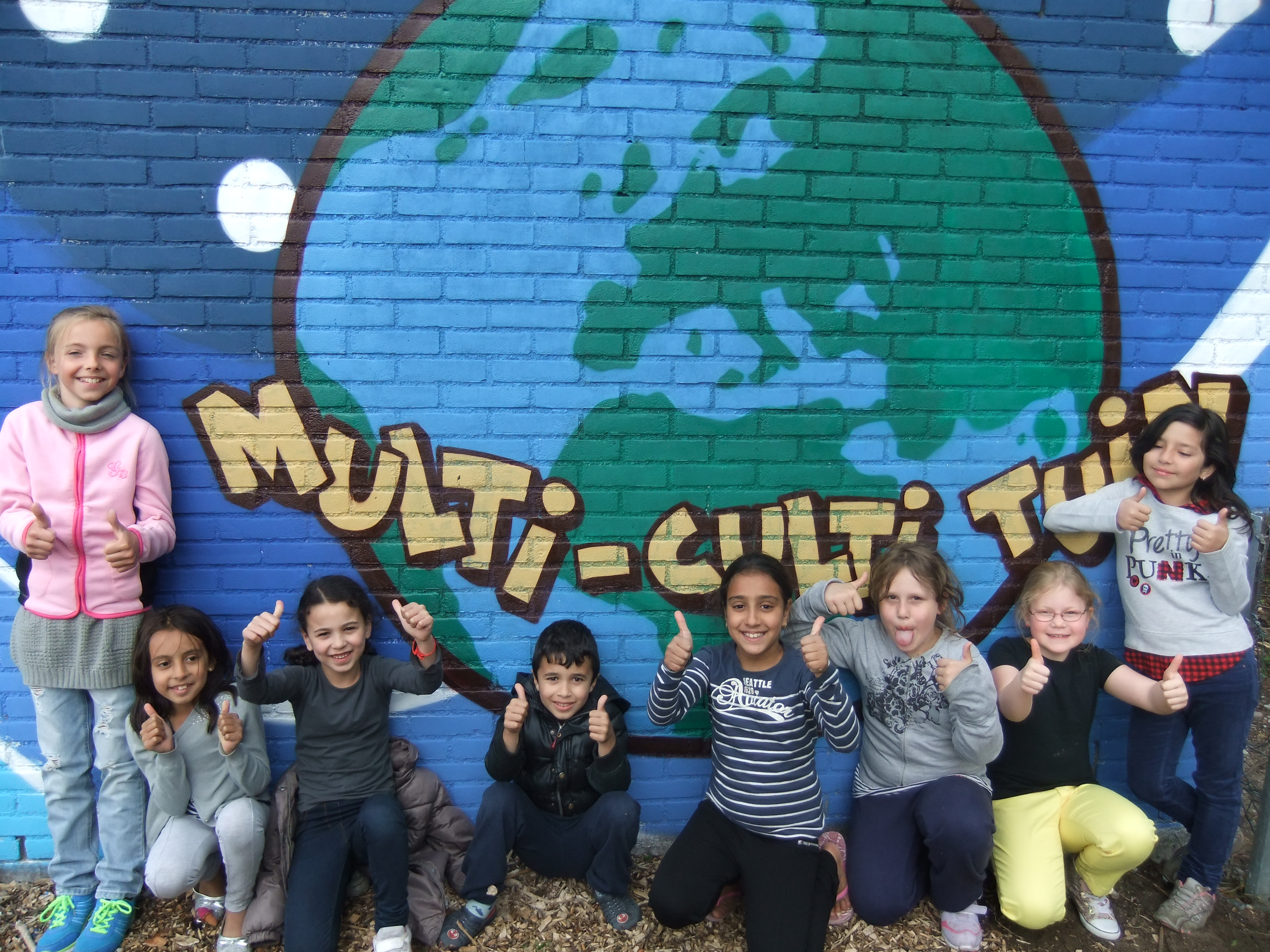
Kinderen op de buurtmoestuin

## Voorzieningen
De Hertogenwijk heeft verschillende voorzieningen die voor heel Tiel of zelfs een groter gebied van belang zijn. De wijk heeft twee centra: de Molukse kerk en het Hertogenplein. Rond het Hertogenplein liggen verschillende horecagelegenheden en winkels, aan de Kwelkade een voorziening voor begeleid wonen. Aan de Hertog Reinaldlaan bevindt zich het multifunctionele wooncentrum De Vier Gravinnen, waar zorg op maat geleverd kan worden aan mensen in en buiten de wijk. Ook in het gerechtsgebouw zijn appartementen gerealiseerd voor wonen met zorg. De school De Hertog van Entrea (voor jeugdzorg en speciaal onderwijs) heeft een regionale functie. In het historische pand Bellevue tegenover het gerechtsgebouw is een restaurant gevestigd.
Scholen voor het basis- en het voortgezet onderwijs bevinden zich in de directe omgeving van de wijk.

## Geschiedenis

### De Middeleeuwen
De Hertogenwijk heette in het verleden Westluiden, dat wil zeggen westelijke 'leede' of afwatering. De stadsgracht waterde hier via een sluis af op de Waal. De dijk en de Kwelkade dateren van het eind van de dertiende eeuw. Een kwelkade is een kade die evenwijdig aan de dijk loopt; deze houdt bij hoge rivierstanden het onder de dijk doorsijpelende kwelwater tegen. In het begin van de vijftiende eeuw was in dit gebied een leprozerie of 'Heylighe Geesthuys', een kerkelijke inrichting voor lijders aan melaatsheid en later de pest. Zij mochten zelfs na hun dood niet in de stad komen en werden begraven op een kerkhof tegen de dijk aan, dat de 'Melatenhof' heette.

### Industriële revolutie
In de negentiende eeuw werden er meer boerderijen en huizen in Westluiden gebouwd. Voor 1850 was er buitendijks al een steenoven, die in het seizoen ongeveer vijfentwintig arbeiders in dienst had. Verder waren er drie leerlooierijen, een zoutziederij, een oliemolen, twee brouwerijen, drie grutterijen en de waterverffabriek van schilder Dirk van Oosterhoudt, maar die verschaften samen nauwelijks aan vijfentwintig mannen werk.
Tegelijk met de industriële ontwikkeling kwam de stoomvaart op. De Kwelkade werd het eerste en voor tientallen jaren het belangrijkste industriegebied van Tiel. In 1842 liet Johanna Geertrui Busink, de weduwe van Gerrit Campagne, hier Bellevue bouwen, een sociëteit en koffiehuis voor gegoede handelslieden. Korte tijd later werden ernaast twee cafés gebouwd, die vooral gericht waren op het personen- en goederenvervoer via de stoomvaart.

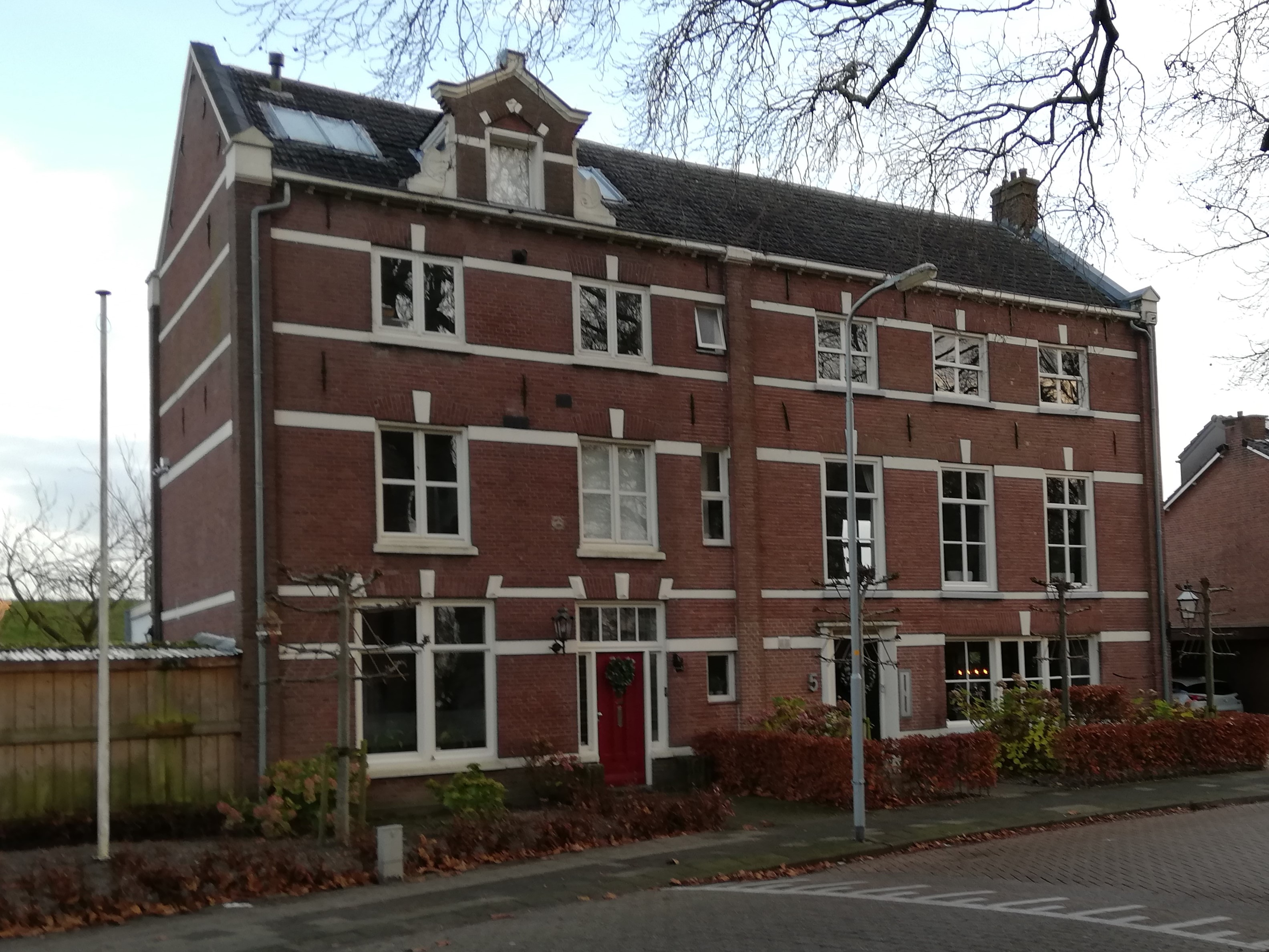
Voormalige sigarenfabriek

In de tweede helft van de negentiende eeuw groeide Tiel uit tot een kleine industriestad. Met name de metaalnijverheid, galvaniseerbedrijven en fruitverwerking kwamen tot ontwikkeling. De grootste werkgevers waren het metaalwarenbedrijf Daalderop en conservenfabriek De Betuwe. Aan de rand van Westluiden werden een meekrapfabriek en een gasfabriek gevestigd, een rietmattenfabriek, een papier- of strokartonfabriek, een dakpannenbakkerij en een fabriek waarin zetmeel uit aardappelen tot druivensuiker werd verwerkt en 'margarineboter' werd geproduceerd. Na 1880 bereikte de industriële activiteit een hoogtepunt. P. Formijne en J. Gollards lieten naast Bellevue een voor die tijd forse sigarenfabriek bouwen. In 1923 werd in die hoek de koek- en beschuitfabriek 'De Volharding' gebouwd en een jaar later de machinefabriek van F. Stegehuis.
Dr Vermet & Fuchs stichtten in 1912 op een nog vrij gebleven akker aan de Kwelkade een azijnzuurfabriek. Toen het bedrijf in 1929 na een faillissement met de grond werd gelijk gemaakt, had het een spoor van vernieling achtergelaten. Er was onder andere een zware ontploffing geweest, twee forse branden, een zeer langdurige staking, lucht- en bodemverontreiniging en een ondraaglijke stank. Het bedrijf loosde op de sloten, terwijl een oude wiel ter plekke werd gedempt met bedrijfsafval. Al in het jaar van de stichting van het bedrijf schreven omwonenden aan de gemeente dat hun fruitbomen schade opliepen en planten in de tuin dood gingen door het water uit de sloot waarop de fabriek loosde. Het werd een lang lopende civiele rechtszaak.

### Huisjesmelkers
De industriële ontwikkeling had grote gevolgen voor de woningbouw. De arbeiders, die te voet naar en van hun werk gingen, wilden zo dicht mogelijk bij hun baas wonen. Daardoor ontstonden in snel tempo dicht bebouwde wijkjes. Waar de koeien graasden, werden huisjes gebouwd en de boer werd huisjesmelker. Een van de boeren die zich aanpasten aan de ontwikkeling was Steven Mulders Wouterszoon. Zijn familie woonde al generaties aan de dijk, naast de vroegere Melatenhof. Hij liet op zijn akkers hele rijen huisjes bouwen. Als ze gevuld waren, werd een deel ervan compleet met bewoners verkocht aan winkeliers die zich een inkomen voor hun oude dag wilden verschaffen. Dan liet Mulders weer andere rijtjes bouwen, totdat zijn land gevuld was en de hele wijk 'het buurtje van Steven Mulders' werd.
Er bleven in het buurtje nog enkele boerderijtjes in bedrijf en aan bijna elk huisje zat ook een varkenshok. Aan het eind van de negentiende eeuw trok het buurtje nogal eens de aandacht van dokter Pameyer van de Gezondheidscommissie. De Inspecteur van de Volksgezondheid beschuldigde het gemeentebestuur ervan onvoldoende mee te werken om een eind te maken aan de onbeschrijflijke bende en stank in de volkswijken. Als reactie hierop nam dokter Pameyer ontslag als gemeentearts, om als lid van de gemeenteraad te kunnen strijden voor verbetering van de huisvesting van 'minvermogenden'.

### Stadsuitbreiding
De Hertogenwijk is na Tiel-Oost de oudste uitbreidingswijk van de stad. In de jaren vijftig en zestig van de twintigste eeuw werd de wijk volgebouwd. Dit was voor een groot deel sociale woningbouw voor de gastarbeiders uit het Middellandse Zeegebied die in de industrie kwamen werken. De galerij- en portiekflats werden neergezet met financiële steun van een aantal Tielse bedrijven, waaronder Daalderop en De Betuwe. In 1958 werden zes straten vernoemd naar de hertogen Adolf, Arnold, Eduard, Karel, Reinald en Willem I van Gelre; in 1960 kwam daar nog graaf Waltger bij. Ook naar prins-bisschop Adelbold II is een straat vernoemd. Kort daarna is men het gebied Hertogenwijk gaan noemen.
In 1951 kwam een groep Molukse KNIL-militairen met hun gezinnen in Tiel aan. Na een 'tijdelijk' verblijf van tien jaar in woonoord Schutsluizen en De Elzenpasch, verhuisden zij in 1961 naar de Hertogenwijk en andere delen van Tiel-West. De Molukse buurt heeft een speciale status, de voormalige domeinwoningen (die oorspronkelijk van de Rijksoverheid waren) worden met voorrang aan Molukse mensen toegewezen.

### Werkloosheid
In de jaren tachtig van de twintigste eeuw is veel werkgelegenheid in de industrie verdwenen als gevolg van mondiale verschuivingen. Een groot aantal bewoners van de Hertogenwijk moest ander werk zoeken en velen raakten werkloos. Zonder diploma's en met een beperkte kennis van het Nederlands maakten ze weinig kans op de arbeidsmarkt. Zij zijn in hun oude flats blijven wonen, maar hun kinderen verlieten in veel gevallen de wijk zodra zij zich een betere woning konden veroorloven.

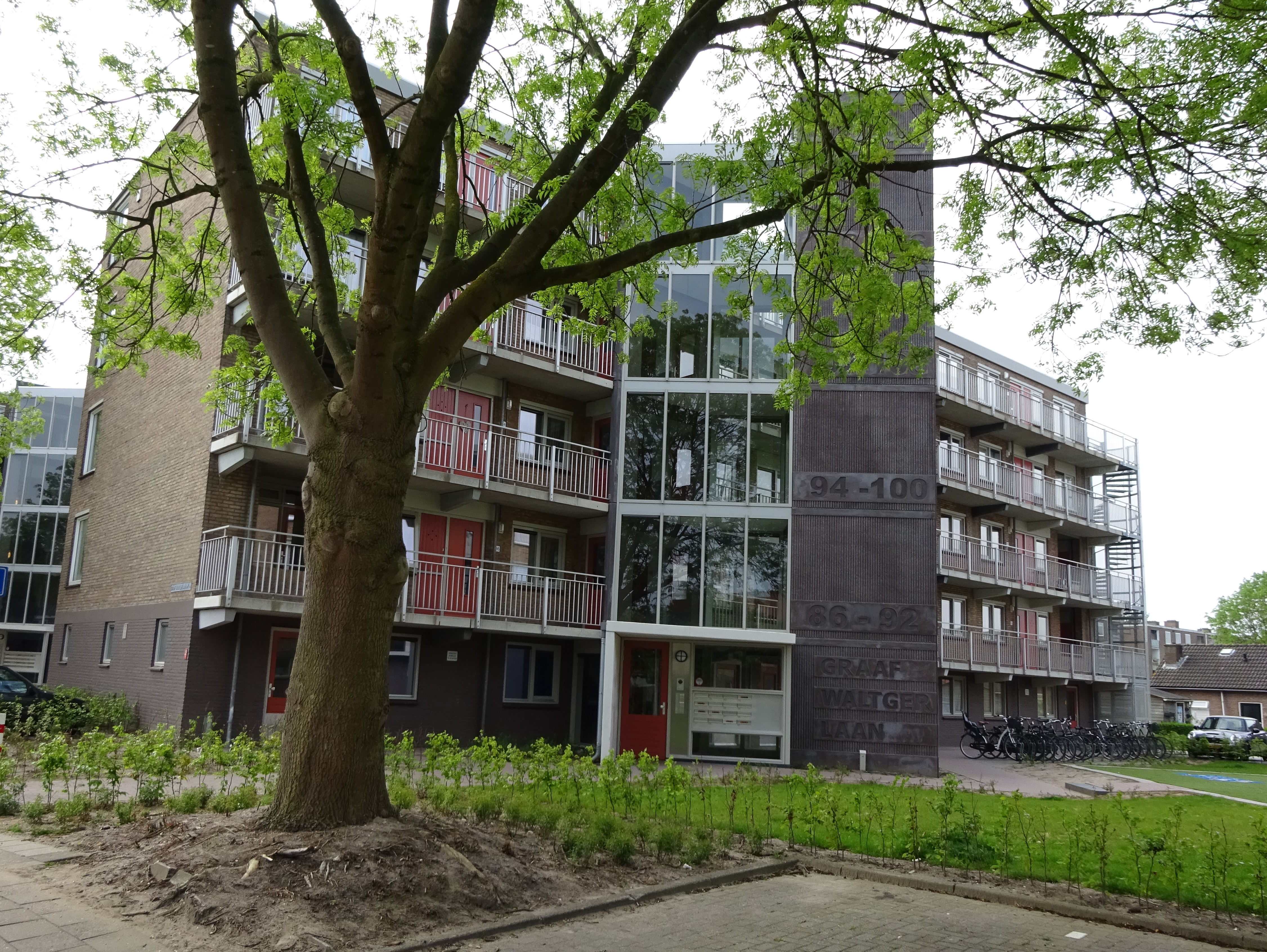
Gerenoveerde galerijflats

Ongeveer sinds het jaar 2000 vond er een 'witte vlucht' plaats: steeds meer wijkbewoners met een Nederlandse achtergrond verlieten de wijk. Hun plaats werd veelal ingenomen door vluchtelingen en nieuwkomers. Om de verpaupering van de wijk te stoppen, hebben gemeente Tiel, woningcorporatie SCW en bewonersorganisatie Stichting Hertogenwijk de handen ineen geslagen en zijn de woningen, winkels en woonomgeving opgeknapt.